# 240-я истребительная авиационная дивизия
240-я истреби́тельная авиацио́нная Невельская Краснознамённая ордена Суворова диви́зия (240-я иад) — соединение Военно-Воздушных сил (ВВС) Вооружённых Сил РККА, принимавшее участие в боевых действиях Великой Отечественной войны.

## История наименований
- ВВС 1-й ударной армии;
- 240-я истребительная авиационная дивизия;
- 240-я истребительная авиационная Невельская дивизия;
- 240-я истребительная авиационная Невельская Краснознамённая дивизия;
- 240-я истребительная авиационная Невельская Краснознамённая ордена Суворова дивизия;
- 119-я истребительная авиационная Невельская Краснознамённая ордена Суворова дивизия;
- 119-я истребительная авиационная Невельская Краснознамённая ордена Суворова дивизия ВВС Черноморского флота;
- Войсковая часть (Полевая почта) 06846.

## Создание дивизии
240-я истребительная авиационная дивизия создана 14 июня 1942 года на базе ВВС 1-й ударной армии.

## Переименование дивизии
- 240-я истребительная авиационная Невельская Краснознамённая ордена Суворова дивизия 20 февраля 1949 года была переименована в 119-ю истребительную авиационную Невельскую Краснознамённую ордена Суворова дивизию[2].
- В связи с реформой Вооружённых сил после распада СССР 119-я истребительная авиационная Невельская Краснознамённая ордена Суворова дивизия 1 декабря 1989 года была передана в состав Черноморского флота и получила наименование 119-я истребительная авиационная Невельская Краснознамённая ордена Суворова дивизия ВВС Черноморского флота. Дивизия была расформирована 01 января 1992 года.

## В действующей армии
В составе действующей армии дивизия находилась с 14 июня 1942 года по 11 июля 1943 года и с 26 августа 1943 года по 9 мая 1945 года.

## Командиры дивизии
| Звание                           | Ф. И. О.                       | Период                  |
| -------------------------------- | ------------------------------ | ----------------------- |
| полковник                        | Симоненко Семён Яковлевич      | 14.06.1942 — 14.04.1943 |
| Полковник, генерал-майор авиации | Зимин Георгий Васильевич       | 15.04.1943 — 10.1945    |
| полковник                        | Плещенко Григорий Петрович     | 01.03.1946 — 05.1949    |
| генерал-майор авиации            | Кирия Шалва Несторович         | 1954 — 1959             |
| полковник                        | Ковалёв                        | 1959 — 1961             |
| генерал-майор авиации            | Логинов                        | 1961 — 1964             |
| генерал-майор авиации            | Голиченко, Виктор Степанович   | 1964 — 1967             |
| генерал-майор авиации            | Бойцов Аркадий Сергеевич       | 1967 — 1968             |
| генерал-майор авиации            | Бармин Вениамин Петрович       | 1968 — 1973             |
| полковник                        | Обмелюхин                      | 1973 — 1974             |
| полковник                        | Судин В.                       | 1974 — 1975             |
| генерал-майор авиации            | Шканакин, Владимир Геннадьевич | 1977 — 19__             |
| генерал-майор авиации            | Озолен Евгений Владимирович    | 1981 — 1982             |
| генерал-майор авиации            | Копанёв В. Т.                  | 1982 — 1984             |
| полковник                        | Шуров Юрий Сергеевич           | 1984 — 1988             |
| генерал-майор авиации            | Каневский А. К.                | 1988 — 1992             |

### Заместители командира дивизии
- полковник Глинка Дмитрий Борисович (конец 50-х гг.)
- полковник Качанов А. (1960—1962 гг.)
- полковник Галиченко В. С. (1962—1964 гг.)
- полковник Кучерявых Алексей Александрович (1965—1968 гг.)
- полковник Бармин Вениамин Петрович (1968 г.)
- полковник Кузнецов (1968 г.)
- полковник Озолен Евгений Владимирович (1975 г.)
- полковник Беловодский Григорий Никифорович (1979 г.)
- полковник Степанюк Л. И. (1979—1980 гг.)
- полковник Валуйский Иван Яковлевич (1980—1981 гг.)
- полковник Каневский А. К. (1988 г.)
- полковник Ручкин Б. Н. (1989 г.)
- полковник Антипов Ю. Д. (1990—1992 гг.)

### Начальники политотдела дивизии
- полковник Ковалёв (1966 г.)
- полковник Фотинов Юрий Леонидович (1967—1968 гг.)
- полковник Доценко (1970 г.)

### Начальники штаба дивизии
- полковник Авдонин П. (1966—1968 гг.)
- полковник Пащенко Иван Васильевич (1969 г.)

## В составе объединений
| Дата            | Фронт (округ)                        | Армия                         | Корпус                                             |
| --------------- | ------------------------------------ | ----------------------------- | -------------------------------------------------- |
| 14.06.1942 года | Северо-Западный фронт                | 6-я воздушная армия           |                                                    |
| 19.04.1943 года | Ленинградский фронт                  | 13-я воздушная армия          |                                                    |
| 11.07.1943 года | Резерв Верховного Главнокомандования |                               |                                                    |
| 26.08.1943 года | Калининский фронт                    | 3-я воздушная армия           |                                                    |
| 20.10.1943 года | 1-й Прибалтийский фронт              | 3-я воздушная армия           |                                                    |
| 01.04.1944 года | 3-й Белорусский фронт                | 1-я воздушная армия           |                                                    |
| 15.04.1945 года | 1-й Белорусский фронт                | 16-я воздушная армия          | 1-й гвардейский истребительный авиационный корпус  |
| 10.06.1945 года | Группа советских войск в Германии    | 16-я воздушная армия          | 1-й гвардейский истребительный авиационный корпус  |
| 10.01.1949 года | Группа советских войск в Германии    | 16-я воздушная армия          | 61-й гвардейский истребительный авиационный корпус |
| 01.10.1951 года | Одесский военный округ               | 48-я воздушная армия          |                                                    |
| 01.04.1968 года | Одесский военный округ               | 5-я воздушная армия           |                                                    |
| 01.04.1980 года | Одесский военный округ               | ВВС Одесского военного округа |                                                    |
| 01.05.1988 года | Одесский военный округ               | 5-я воздушная армия           |                                                    |
| 01.12.1989 года | Черноморский флот                    | ВВС Черноморского флота       |                                                    |
| 01.01.1992 года | Черноморский флот                    | ВВС Черноморского флота       | расформирована                                     |

## Части и отдельные подразделения дивизии
| Период                  | Наименование                                      | Примечание                                                       |
| ----------------------- | ------------------------------------------------- | ---------------------------------------------------------------- |
| 14.06.1942 — 04.02.1943 | 21-й гвардейский истребительный авиационный полк  | Убыл во 2-й запасной истребительный авиационный полк             |
| 15.06.1942 — 01.05.1943 | 744-й истребительный авиационный полк             | переименован в 86-й гвардейский истребительный авиационный полк  |
| 01.05.1943 — 01.01.1992 | 86-й гвардейский истребительный авиационный полк  | расформирован 01.01.1992 г.                                      |
| 16.06.1942 — 04.02.1943 | 161-й истребительный авиационный полк             | убыл в 13-й запасной истребительный авиационный полк             |
| 22.07.1942 — 05.10.1942 | 630-й истребительный авиационный полк ПВО         | убыл в состав 106-й истребительной авиационной дивизии ПВО       |
| 12.10.1942 — 11.07.1943 | 156-й истребительный авиационный полк             | убыл во 2-й запасной истребительный авиационный полк             |
| 31.10.1942 — 17.05.1943 | 42-й истребительный авиационный полк              | убыл в состав Резерва Верховного Главнокомандования              |
| 22.04.1943 — 23.07.1943 | 630-й истребительный авиационный полк ПВО         | убыл в состав 106-й истребительной авиационной дивизии ПВО       |
| 19.07.1943 — 01.04.1947 | 900-й истребительный авиационный полк             | расформирован                                                    |
| 26.08.1943 — 09.10.1943 | 42-й истребительный авиационный полк              | переименован в 133-й гвардейский истребительный авиационный полк |
| 09.10.1943 — 01.11.1989 | 133-й гвардейский истребительный авиационный полк |                                                                  |
| 09.12.1945 — 15.07.1960 | 157-й истребительный авиационный полк             | расформирован                                                    |

## Боевой состав дивизии 1950 год
| Наименование                                      | Примечание |
| ------------------------------------------------- | ---------- |
| 86-й гвардейский истребительный авиационный полк  |            |
| 684-й гвардейский истребительный авиационный полк |            |
| 157-й истребительный авиационный полк             |            |

## Боевой состав дивизии 1960 год
| Наименование                                      | Примечание                         |
| ------------------------------------------------- | ---------------------------------- |
| 86-й гвардейский истребительный авиационный полк  |                                    |
| 684-й гвардейский истребительный авиационный полк |                                    |
| 157-й истребительный авиационный полк             | 15.07.1960 года расформирован      |
| 161-й истребительный авиационный полк             | 28.04.1960 года прибыл из 66-й иад |

## Боевой состав дивизии 1970 год
| Наименование                                      | Примечание                  |
| ------------------------------------------------- | --------------------------- |
| 86-й гвардейский истребительный авиационный полк  |                             |
| 684-й гвардейский истребительный авиационный полк | 01.11.1989 г. расформирован |
| 161-й истребительный авиационный полк             |                             |

## Боевой состав дивизии 1980 год
| Наименование                                      | Примечание      |
| ------------------------------------------------- | --------------- |
| 86-й гвардейский истребительный авиационный полк  |                 |
| 684-й гвардейский истребительный авиационный полк |                 |
| 161-й истребительный авиационный полк             |                 |
| 841-й гвардейский истребительный авиационный полк | с 21.09.1989 г. |

## Боевой состав дивизии 1990 год
| Наименование                                      | Примечание                                           |
| ------------------------------------------------- | ---------------------------------------------------- |
| 86-й гвардейский истребительный авиационный полк  | аэродром Маркулешты, Молдавская ССР                  |
| 161-й истребительный авиационный полк             | аэродром Лиманское, Одесская область, Украинская ССР |
| 841-й гвардейский истребительный авиационный полк | аэродром Тирасполь, Молдавская ССР                   |

## Участие в операциях и битвах
- Демянская операция[4] — с 15 февраля 1943 года по 28 февраля 1943 года
- Смоленская операция[4] — с 24 августа 1943 года по 2 октября 1943 года.
- Духовщинско-Демидовская операция[4] — с 14 сентября 1943 года по 2 октября 1943 года.
- Невельская наступательная операция[4] — с 6 октября 1943 года по 10 октября 1943 года.
- Белорусская операция[4] — с 23 июня 1944 года по 28 августа 1944 года.
- Витебско-Оршанская операция[4] — с 23 июня 1944 года по 26 июня 1944 года.
- Минская операция[4] — с 29 июня 1944 года по 4 июля 1944 года.
- Вильнюсская наступательная операция[4] — с 5 июля 1944 года по 20 июля 1944 года.
- Каунасская операция[4] — с 28 июля 1944 года по 28 августа 1944 года.
- Мемельская наступательная операция[4] — с 14 сентября 1944 года по 24 ноября 1944 года
- Гумбиннен-Гольдапская операция[4] — с 16 октября 1944 года по 27 октября 1944 года.
- Восточно-Прусская операция[4] — с 13 января 1945 года по 25 апреля 1945 года.
- Инстербургско-Кёнигсбергская операция[4] — с 13 января 1945 года по 27 января 1945 года.
- Кенигсбергская операция[4] — с 6 апреля 1945 года по 9 апреля 1945 года.
- Земландская наступательная операция — с 13 апреля 1945 года по 25 апреля 1945 года.
- Берлинская наступательная операция[4] — с 16 апреля 1945 года по 8 мая 1945 года

## Присвоение гвардейских званий
- 744-й истребительный авиационный полк за образцовое выполнение боевых задач и проявленные при этом мужество и героизм на основании Приказа НКО СССР[6] 1 мая 1943 года переименован в 86-й гвардейский истребительный авиационный полк.
- 42-й истребительный авиационный полк за образцовое выполнение боевых задач и проявленные при этом мужество и героизм на основании Приказа НКО СССР[7] 9 октября 1943 года переименован в 133-й гвардейский истребительный авиационный полк.

## Почётные наименования
- 240-й истребительной авиационной дивизии за отличие в боях с немецкими захватчиками при освобождении города Невель присвоено почётное наименование «Невельская»[8].
- 86-му гвардейскому истребительному авиационному полку за отличие в боях с немецкими захватчиками при форсировании реки Березина и за овладение городом Борисов присвоено почётное наименование «Борисовский»[9]
- 133-му гвардейскому истребительному авиационному полку 6 июля 1944 года за отличие в боях за овладение городом и оперативно важным железнодорожным узлом Орша приказом[10] ВГК присвоено почётное наименование «Оршанский».
- 900-му истребительному авиационному полку приказом НКО № 0182 от 6 июля 1944 года за отличие в боях за овладение городом и оперативно важным железнодорожным узлом Орша присвоено почётное наименование «Оршанский»[11].

## Награды
- 240-я Невельская истребительная авиационная дивизия Указом Президиума Верховного Совета СССР от 9 июля 1944 года награждена орденом «Боевого Красного Знамени».
- 240-я Невельская Краснознамённая истребительная авиационная дивизия Указом Президиума Верховного Совета СССР от 2 февраля 1945 года награждена орденом «Суворова II степени».
- 21-й гвардейский истребительный авиационный полк 21 июля 1942 года за образцовое выполнение боевых заданий командования в боях с немецкими захватчиками и проявленные при этом доблесть и мужество Указом Президиума Верховного Совета СССР награждён Орденом Красного Знамени[12]
- 86-й гвардейский Борисовский истребительный авиационный полк за успешное выполнение заданий командования в боях с немецкими захватчиками, за овладение столицей Советской Белоруссии городом Минск и проявленные при этом доблесть и мужество награждён орденом Красного Знамени[13]
- 86-й гвардейский Борисовский Краснознамённый истребительный авиационный полк за образцовое выполнение боевых заданий командования в боях с немецкими захватчиками при овладении городом Кёнигсберг и проявленные при этом доблесть и мужество награждён орденом Суворова III степени[14]
- 133-й гвардейский Оршанский истребительный авиационный полк 25 июля 1944 года за образцовое выполнение заданий командования в боях с немецкими захватчиками за овладение городом Лида и проявленные при этом доблесть и мужество Указом Президиума Верховного Совета СССР[15] награждён орденом Красного Знамени.
- 900-й Оршанский истребительный авиационный полк 23 июля 1944 года за образцовое выполнение заданий командования в боях с немецкими захватчиками, за овладение городом Молодечно и проявленные при этом доблесть и мужество Указом Президиума Верховного Совета СССР награждён Орденом Красного Знамени[13]
- 900-й Оршанский истребительный авиационный полк 5 апреля 1945 года за образцовое выполнение боевых заданий командования в боях с немецкими захватчиками при овладении городами Вормдитт, Мельзак и проявленные при этом доблесть и мужество Указом Президиума Верховного Совета СССР от 5 апреля 1945 года награждён орденом «Кутузова III степени».

| МиГ-17 | МиГ-15 | МиГ-17 |

## Благодарности Верховного Главнокомандования
За проявленные образцы мужества и героизма Верховным Главнокомандующим дивизии объявлялись благодарности:
- За отличия в боях при овладении города Невель – крупным опорным пунктом и оперативно важным узлом коммуникаций немцев на северо-западном направлении[16];
- За прорыв сильной, глубоко эшелонированной обороны Витебского укреплённого района немцев[17];
- За овладение городом и оперативно важным железнодорожным узлом Орша – мощным бастионом обороны немцев, прикрывающим минское направление[11];
- За овладение столицей Советской Белоруссии городом Минск – важнейшим стратегическим узлом обороны немцев на западном направлении[18];
- За овладение городом и крепостью Гродно – крупным железнодорожным узлом и важным укреплённым районом обороны немцев, прикрывающим подступы к границам Восточной Пруссии[19];
- За овладение городом и крепостью Каунас (Ковно) – оперативно важным узлом коммуникаций и мощным опорным пунктом обороны немцев, прикрывающим подступы к границам Восточной Пруссии[20];
- За прорыв обороны немцев и вторжение в пределы Восточной Пруссии[21]
- За прорыв обороны немцев в Восточной Пруссии[22]
- За овладение городами Тильзит, Гросс-Скайсгиррен, Ауловенен, Жиллен и Каукемен[23]
- За овладение городом Инстербург[24]
- За овладение городами Вормдитт и Мельзак[25]
- За овладение городом Хайлигенбайль[26]
- За разгром группы немецких войск юго-западнее Кенигсберга[27]
- За овладение городом и крепостью Кенигсберг[28]

## Отличившиеся воины
- Горбатко Виктор Васильевич, лётчик-космонавт СССР, полковник, проходил службу в должности лётчика 86-го гвардейского истребительного авиационного полка с 1956 по 1960 гг., Герой Советского Союза (1969).
- Зимин Георгий Васильевич, полковник, командир 240-й истребительной авиационной дивизии 3-й воздушной армии 28 сентября 1943 года удостоен звания Герой Советского Союза. Золотая Звезда № 1130.
- Дергач Алексей Николаевич, капитан, заместитель командира эскадрильи и штурман 86-го гвардейского истребительного авиационного полка 240-й истребительной авиационной дивизии 13-й воздушной армии 4 февраля 1944 года удостоен звания Герой Советского Союза. Золотая Звезда № 4842.
- Ковзан Борис Иванович, старший лейтенант, лётчик 744-го истребительного авиационного полка 240-й истребительной авиационной дивизии 6-й воздушной армии 24 августа 1943 года удостоен звания Герой Советского Союза. Золотая Звезда № 1103.
- Лобас Пётр Калиникович, капитан, командир эскадрильи 86-го гвардейского истребительного авиационного полка 240-й истребительной авиационной дивизии 1-й воздушной армии 19 апреля 1945 года удостоен звания Герой Советского Союза. Золотая Звезда № 8730
- Мотуз Иван Фомич, капитан, командир эскадрильи 744-го истребительного авиационного полка 240-й истребительной авиационной дивизии 6-й воздушной армии 24 августа 1943 года удостоен звания Герой Советского Союза. Золотая Звезда № 1114.
- Сомов Иван Константинович, лейтенант, заместитель командира эскадрильи 86-го Гвардейского истребительного авиационного полка 240-й истребительной авиационной дивизии 3-й воздушной армии 4 февраля 1944 года удостоен звания Герой Советского Союза. Золотая Звезда № 2821.
- Хрунов Евгений Васильевич, лётчик-космонавт СССР № 15, полковник, проходил службу в должности лётчика 86-го гвардейского истребительного авиационного полка с 1956 по 1960 гг., Герой Советского Союза (1969).
- Конев Георгий Николаевич, подполковник, командир 21-го гвардейского истребительного авиационного полка 240-й истребительной авиационной дивизии 6-й воздушной армии удостоен звания Герой Советского Союза 1 мая 1943 года. Посмертно.
- Герман Григорий Иванович, лейтенант, заместитель командира 42-го истребительного авиационного полка 240-й истребительной авиационной дивизии 3-й воздушной армии 28 сентября 1943 года удостоен звания Герой Советского Союза. Золотая Звезда № 1070.
- Тихонов Николай Викторович, капитан, командир эскадрильи 42-го истребительного авиационного полка 240-й истребительной авиационной дивизии 3-й воздушной армии 4 февраля 1942 года удостоен звания Герой Советского Союза. Посмертно.

## Базирование
| Период       | Место базирования         |
| ------------ | ------------------------- |
| 5.45 — 8.45  | Ораниенбург, Германия     |
| 8.45 — 1947  | Гроссенхайн, Германия     |
| 1947 — 1949  | Кётен, Германия           |
| 1949 — 10.51 | Фалькенберг, Германия     |
| 10.51 — 1992 | Тирасполь, Молдавская ССР |

| МиГ-21 | МиГ-29 | МиГ-23МЛ |